# البشير السكيرج
البشير السكيرج (26 مايو 1939 – 28 يناير 2021) هو ممثل مغربي مخضرم، نوع في أعماله بين المسرح والسينما والتلفزيون منذ بداياته، من بين أعماله غراميات الحاج مختار الصولدي وفيلم البحث عن زوج امرأتي وسيتكوم حراز أيامي.

## لقائه مع شارلي شابلن
في زيارة قام بها شارلي شابلن لمدينة طنجة في سنوات الخمسينات، وبدعوى من عبد الله كنون عامل طنجة أنذاك، التقى البشير السكيرج بملهمه وبطله شارلي شابلن، حيث قام عبد الله كنون بدعوة البشير عن طريق إرسال مساعده الزيري الذي أخبره بأن يحضر معه حقيبته وملابسه لأنه يحضر له مفاجئة، وبعد تلبيته للدعوة فوجئ بوجود شارلي أيضا هناك، ثم قام عبد الله كنون بمخاطبة البشير قائلا له، أن يقوم بتقليدي شارلي شابلن أمامهم، فقام الأخير بتكحيل عينيه ووضع شارب مثل شابلن، ثم قام بعمل تمثيلية صغيرة أمامهما بعنوان الرجل الأنيق في المطعم، ما جعل شارلي شابلن يضحك وبتعجب من أن شابا في ذاك الزمان بمدينة طنجة يستطيع تقليده  وويسأله أين عصاه وقبعته الشيئان الذان يميز بهما شارلي شابلن أو شخصية الصعلوك.
لاحقا بعد عدة أشهر تلقى البشير العصا وقبعة تشارلي.

## قائمة الأعمال
كممثل:
- جرحة في الحائط سنة 1978
- باب السماء مفتوح سنة 1989
- باديس سنة 1989
- البحث عن زوج امرأتي سنة 1993
- غراميات الحاج مختار الصولدي سنة 2001
- كان حتى كان واحد المرة حتى كان زوج دالمرات سنة 2007
- حراز أيامي سنة 2010

كمخرج:
- كان حتى كان واحد المرة حتى كان زوج دالمرات سنة 2007

## وفاته
توفي ليلة الخميس 29 يناير 2021 ، متأثرا بمضاعفات فيروس كورونا، عن عمر يناهز 81 سنة، بمدينة أورلاندو الأمريكية حيث يقيم منذ سنوات، بعد اعتزاله الفن.

## روابط خارجية
- البشير السكيرج على موقع IMDb (الإنجليزية)
- البشير السكيرج على موقع ألو سيني (الفرنسية)
- البشير السكيرج على موقع قاعدة بيانات الفيلم (الإنجليزية)
- البشير السكيرج على موقع IMDB
- سيرته الداتية من موقعه الرسمي
- حوار مع الممثل البشير السكيرج